# Lygosoma mafianum
Lygosoma mafianum är en ödleart som beskrevs av  Donald G. Broadley 1994. Lygosoma mafianum ingår i släktet Lygosoma och familjen skinkar. IUCN kategoriserar arten globalt som starkt hotad. Inga underarter finns listade i Catalogue of Life.